# رامبوکولا
رامبوکولا (به لاتین: Rambukewela) یک منطقهٔ مسکونی در سری‌لانکا است که در استان مرکزی (سری‌لانکا) واقع شده‌است.